# Idaea rupicolaria
Idaea rupicolaria är en fjärilsart som beskrevs av Hans Reisser 1927. Idaea rupicolaria ingår i släktet Idaea och familjen mätare. Inga underarter finns listade i Catalogue of Life.